# Chloroclysta radiata
Chloroclysta radiata là một loài bướm đêm trong họ Geometridae.